# Cnidostoma fallax
Cnidostoma fallax är en nässeldjursart som beskrevs av Ernst Vanhöffen 1911. Cnidostoma fallax ingår i släktet Cnidostoma och familjen Hydractiniidae. Inga underarter finns listade i Catalogue of Life.